# 合作採訪
合作採訪是為解決出版品大量增加，館際合作中重要課題之一。

## 簡介
由於出版品數量的急遽成長，圖書館經費有限，為達資源的有效利用，館際合作遂成為重要的營運課題也是必然的趨勢，館際合作業務包括採訪、編目，典藏、流通及合作推廣等項目，其中合作採訪是最為重要一項，涉及採訪的分工與圖書館的經營政策。館際採訪被急切需要的原因除出版品數量龐大採購選擇不易外，採購的技術與館藏主題範圍也是原因之一，透過合作採訪可簡化採購程序甚至壓低價格，多館的合作也可增加使用者可取得資源的多元性。

## 要點
1. 參與成員必須基於共同意願，並能於合作中彼此受惠。
2. 有健全的組織，時時督導計劃的執行 。
3. 有詳實新穎的館藏資料，供眾查尋。
4. 有便捷的文件傳輸系統，迅速提供讀者所借閱之資料。
5. 完善的溝通管道，隨時修正不妥的政策。